# Киндыкты (озеро, Северо-Казахстанская область)
Киндыкты (Киндикты, Кендыкты; каз. Кіндікті) — озеро в Есильском районе Северо-Казахстанской области Казахстана. Находится в 2,4 км к северо-западу от села Мадениет.
По данным топографической съёмки 1940-х годов, площадь поверхности озера составляет 2,64 км². Наибольшая длина озера — 2,3 км, наибольшая ширина — 1,5 км. Длина береговой линии составляет 7,4 км, развитие береговой линии — 1,27. Озеро расположено на высоте 128 м над уровнем моря.
Озеро входит в перечень рыбохозяйственных водоёмов местного значения.